# Tinodes aisakos
Tinodes aisakos är en nattsländeart som beskrevs av Malicky 1997. Tinodes aisakos ingår i släktet Tinodes och familjen tunnelnattsländor. Inga underarter finns listade i Catalogue of Life.